# Conchostreptus bahianus
Conchostreptus bahianus är en mångfotingart som beskrevs av Christoph D. Schubart 1945. Conchostreptus bahianus ingår i släktet Conchostreptus och familjen Spirostreptidae. Inga underarter finns listade i Catalogue of Life.